# 연 (동오)
연(沇, ? ~ ?)은 중국 삼국 시대 동오의 관료이다. '연'은 이름으로, 성씨는 알려져 있지 않다.

## 사적
승상을 지냈다.

《봉선국산비(封禪國山碑)》에 이름을 실은 연. "丞相沇太尉璆大司徒燮"이라고 적혀있으며, 뜻은 "승상 연(沇), 태위 구(璆), 대사도 섭(燮)…"이다.

천책 2년(276년), 양선산(陽羨山)에서 속이 빈 돌이 발견되었는데, 길이가 10여 장(丈)이나 되어 '석실(石室)'이라고 일컬었다. 곧 대사공 동조와 태상 주처를 양선으로 보냈고, 봉선 의식을 행하고 비석을 세웠다. 이때 연은 승상의 자격으로 신하들 중 가장 먼저 이름을 올렸다.

## 출전
- 《봉선국산비》(封禪國山碑)

## 성씨 논란
《진고》(眞誥) 권20에 주석으로 인용된 《허장사세보》(許長史世譜)에 동오의 승상을 지낸 허안(許晏)이란 인물이 기록되어 있는데, 이를 두고 청나라의 학자 양장거(梁章鉅)는 저서 《삼국지방증》(三國志旁證)에서 승상의 이름은 허연(許沇)이며 《허장사세보》에 기록된 허안은 곧 허연의 오류인 것으로 보인다고 주장하였다.